# La Forêt désenchantée
Pour les articles homonymes, voir Désenchantée (homonymie).
La Forêt désenchantée est un court métrage français de Jacques Robiolles réalisé en 1981.

## Synopsis
Dans une mystérieuse contrée boisée, une étrange peuplade lutte contre la construction d'une autoroute.

## Fiche technique
- Réalisation : Jacques Robiolles
- Scénario : Jacques Robiolles
- Photographie : Renan Pollès
- Musique : Stanislas Robiolles, Moa Abaid et Armand Assouline
- Montage : Hervé de Luze
- Création des décors et des costumes : Christian Auffray, Jacques Robiolles, Pascal Rozier
- Durée : 28 minutes

## Distribution
- Fabrice Luchini : Fabrice
- Colin Jorre
- Luc Passereau
- Bojena Horackova
- Jean-Christophe Rosé
- Pierre Atterand
- Jacques Richard
- Philippe Garrel